# 1366 Piccolo
1366 Piccolo (1932 WA) là một tiểu hành tinh vành đai chính được phát hiện ngày 29 tháng 11 năm 1932 bởi E. Delporte ở Uccle.